# Дзарасов, Савкудз Дзабоевич
Савку́дз Дзабо́евич Дзара́сов (осет. Дзарасаты Дзабойы фырт Саукуыдз; 5 января 1930, Зильги, Северо-Кавказский край — 12 июля 1990) — советский борец вольного стиля, двукратный чемпион СССР, бронзовый призёр Летних Олимпийских игр 1960 года. Мастер спорта СССР международного класса по вольной борьбе.

## Биография
Родился 5 января 1930 года в селении Зильги Правобережного района Северной Осетии.
Больше 10 лет был первым номером сборной команды СССР по вольной борьбе в тяжёлом весе. На чемпионате Южной зоны он победил дагестанского гиганта Османа Абдурахманова. В 1958 году в Тбилиси стал чемпионом СССР. В 1959 году стал бронзовым призёром чемпионата мира и чемпионом СССР. Двукратный чемпион Вооруженных Сил СССР. Чемпион Украины. Двукратный чемпион Москвы. Пятикратный чемпион РСФСР.
В 1960 году на Летних Олимпийских играх в Риме стал бронзовым призёром.
В 1950 году окончил факультет физического воспитания и спорта Северо-Осетинского государственного университета имени Коста Левановича Хетагурова.
Последние годы своей жизни работал председателем ДСО «Спартак».
Имел двух сыновей (Тимур и Сослан).
Умер 12 июля 1990 года.

## Спортивные достижения
- Бронзовый призёр Летних Олимпийских игр в Риме (1960)
- Двукратный чемпион СССР (1958, 1959)
- Пятикратный чемпион РСФСР
- Двукратный чемпион Вооруженных Сил СССР
- Чемпион Украины
- Двукратный чемпион Москвы

## Награды и звания
- Медаль «За трудовую доблесть» (16.09.1960) — за успешные выступления в XVII летних и VIII зимних Олимпийских играх 1960 года, а также за выдающиеся спортивные достижения[1]
- Медаль «За трудовое отличие» (27.04.1957) — «за успехи, достигнутые в деле развития массового физкультурного движения в стране, повышения мастерства советских спортсменов, и успешное выступление на международных соревнованиях»
- Заслуженный работник культуры СОАССР (1980)